# Talks on Futilism
|  | Denne artikel er oprettet af botten PalnaBot ud fra en ekstern database. Den kan derfor have sproglige fejl eller mangler. Denne skabelon kan fjernes efter kontrol af indholdet. |

Talks on Futilism er en dokumentarfilm instrueret af Kristian Hornsleth efter eget manuskript.

## Handling
Regitze Hess, Chr. Mathiesen, Kristian Hornsleth, Hans Peterson, Morten Friis, Frank Homann, Jens Erik Hoverby, Staffan Boije af Gennæs fra FUTILISTIC SOCIETY mødes i Kristian Hornsleths atelier for at diskutere futilisme. Mere info www.hornsleth.com